# Італ
Іта́л (грец. Ιταλός, лат. Italus) — міфічний володар сицилійців, що одружився з дочкою Латина, переселившись до Італії, і дав країні своє ймення.